# 庫爾特潘
库尔特潘（法語：Courtepin，法語發音：[kuʁtəpɛ̃]）是瑞士弗里堡州的一个市镇。该市镇总面积为21.92平方千米，截至2018年12月31日总人口为5,451人。